# Florimond Vanhalme
Florimond Vanhalme (Sint-Andries (Brugge), 21 maart 1895 – Oostende, 4 juli 1979) was een Belgische voetballer en voetbaltrainer. Hij speelde zijn volledige carrière bij Cercle Brugge en werd vooral uitgespeeld als middenvelder. Vanhalme speelde ook 39 wedstrijden bij de Rode Duivels, waarin hij twee keer scoorde.

## Spelerscarrière

### Bij Cercle
Florimond Vanhalme maakte zijn debuut in het eerste elftal van Cercle op 5 mei 1912 in een bekerwedstrijd op het veld van Excelsior Brussel. Cercle won met 1-4 en Vanhalme scoorde één keer. Het seizoen daarna werd hij basisspeler en speelde met de finale van de Beker van België tegen Union Saint-Gilloise, en wedstrijd die verloren werd met 3-2 na het spelen van verlengingen. Cercle haalde de dubbel (landstitel + beker) in het seizoen 1926-27 en werd ook nog eens landskampioen in 1929/30. Vanaf het seizoen 1928/29 fungeerde hij als aanvoerder van de ploeg eveneens als trainer. Vanhalme speelde zijn laatste wedstrijd op 21 februari 1931 op het veld van Daring Brussel. Hij speelde in het totaal 320 competitiewedstrijden voor Cercle, waarin hij 33 keer scoorde. Daarnaast trad hij aan in 7 wedstrijden in de Beker, waarin hij eenmaal de netten trof.

### Als international
Florimond Vanhalme debuteerde voor de Rode Duivels op 5 mei 1921 in een met 2-3 verloren vriendschappelijke wedstrijd thuis tegen Italië. Hij nam met de olympische ploeg deel aan de Spelen van 1928 waar hij aantrad in de wedstrijden tegen Luxemburg (3-5 winst) en in de kwartfinale tegen Argentinië (3-6 verlies). In beide wedstrijden was hij aanvoerder van het elftal. Hij bleef aanvoerder tot zijn laatste interland, België-Frankrijk op 25 mei 1930. Vanhalme is tot op heden de Cerclespeler met het grootst aantal caps voor de Rode Duivels.

## Trainerscarrière
Florimond Vanhalme bleef na zijn spelerscarrière trainer van Cercle tot en met het seizoen 1936/37. Cercle degradeerde in 1936 naar Tweede Klasse. Tijdens de oorlogsjaren was hij tijdens het seizoen 1940/41 nog eens trainer van Cercle. Daarna was hij nog trainer van VC Vlissingen, Kortrijk Sport en FC Knokke.